# Santa Grania
Grania (fl. IV secolo) fu una martire cristiana sotto l'impero di Diocleziano.

## Biografia
Sulla vita di Grania si sa solo che morì vergine e martire: ciò si rileva dalla lapide del suo sepolcro romano che attualmente si trova murata nella parte posteriore dell'altare della cappella della Villa di Bibbiani.
Analizzando il corpo, visibilmente esposto nella propositura di Capraia, supponiamo che sia quello di una bambina di circa sei-sette anni.
Il corpo essendo stato prelevato nelle catacombe di Sant'Agnese, ci porta a pensare che Grania sia morta in una delle tante persecuzioni a danno dei cristiani e probabilmente sotto l'impero di Diocleziano.

## Culto

### La reliquia

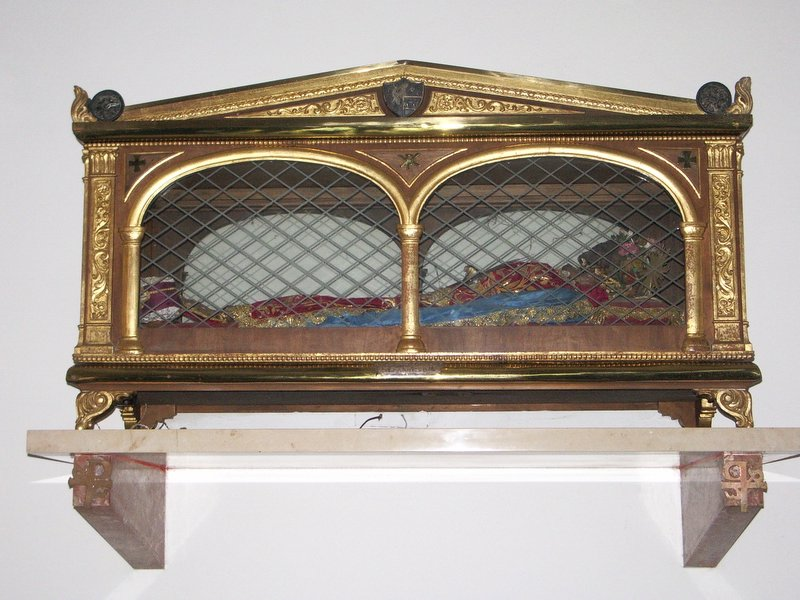
Urna con corpo di Santa Grania

Il corpo di Santa Grania fu riesumato dalle catacombe il 12 settembre 1646 per volere di papa Innocenzo X e fu consegnato al prelato fiorentino Monsignor Baccio Aldobrandini.

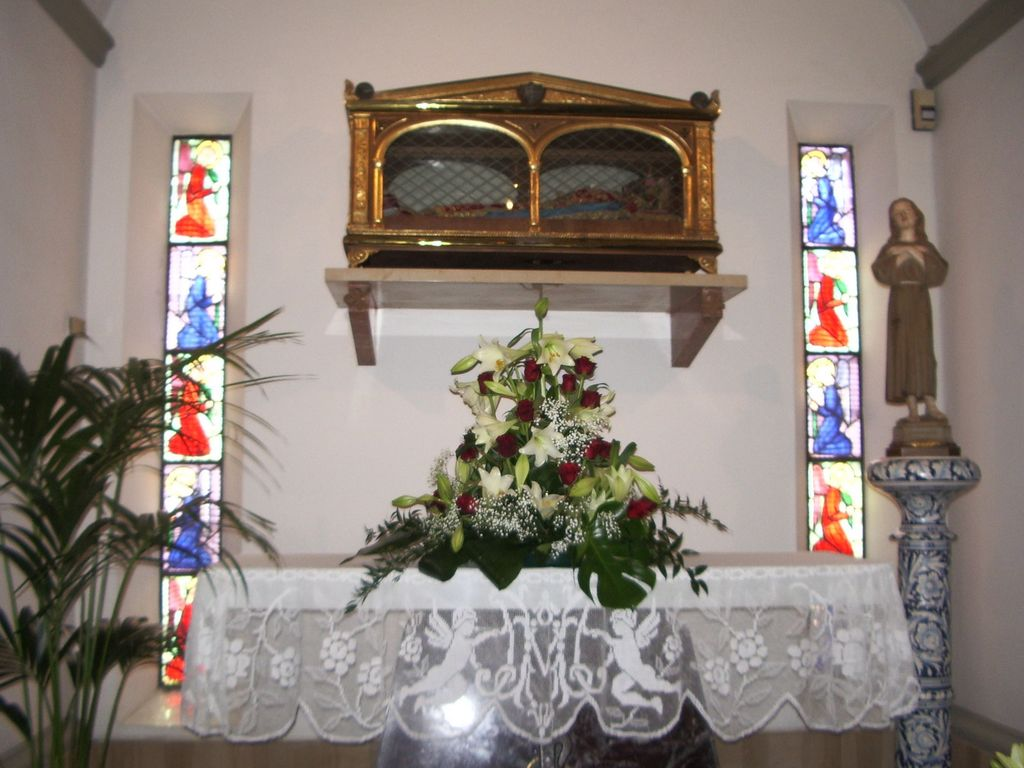
Cappella di Santa Grania

Monsignor Aldobrandini aveva chiesto la reliquia per Don Giovan Battista Gufoni, nobile capraino e parroco di Sollicciano. La reliquia fu consegnata al Gufoni l'8 novembre dello stesso anno nella città di Firenze.
Non siamo a conoscenza di quando la reliquia arrivò nella Chiesa di Santo Stefano a Capraia Fiorentina, ma risulta certo che Santa Grania era già a Capraia nel 1652, la prova veniva da un'epigrafe, oggi scomparsa, collocata nella porta maggiore nell'interno della chiesa. Si dice che sull'epigrafe fosse inciso in latino: "Questa fu chiesa eretta in Pievania il 10 giugno 1652 per favore dell'Eminentissimo e Reverendissimo Signor Cardinale Baccio Aldobrandini ed io prete Giovan Battista Gufoni, patrizio e primo pievano di questa località, collocai in questa pieve il corpo di Santa Grania Vergine e Martire donato a me da detto eminentissimo signore".

### Venerazione popolare
Moltissimi sono i miracoli a lei attribuiti dal popolo di Capraia, e tutti simili tra loro. 

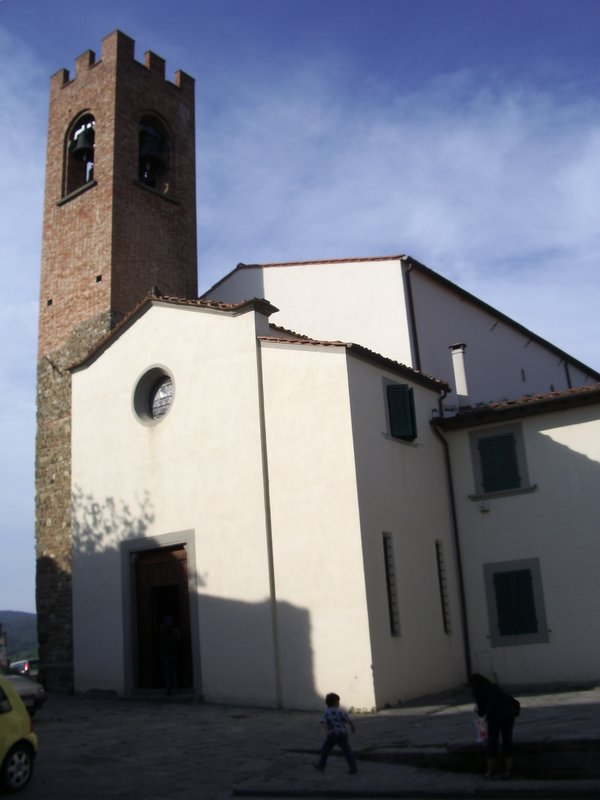
Chiesa di Santo Stefano

La Santa era sempre presente nel proteggere i bambini che si trovavano in pericolo di vita e 
questi affermavano di essere stati salvati da "una bambina vestita di rosso". 
Per la popolazione si trattava sicuramente di Santa Grania.
Durante la seconda guerra mondiale le donne di Capraia, mettendo le fotografie dei propri cari militari vicino all'urna, chiedevano alla Santa la loro protezione.
I capraini, anche se con grandi sacrifici, amavano ornare la reliquia della loro Santa. Viene ricordato che dopo il furto del ricco abito del Santo Corpo, ne abbiano fatto un altro più bello, invitando però la Santa a custodirlo con maggiore attenzione: "O Santa Granina, guarda di non fartelo rubare, perché sennò ti si rifà di vergatino" (stoffa povera).
Una leggenda, tra le più suggestive, narra che Santa Grania non amava essere allontanata da Capraia.
Si racconta che il corpo, portato più volte a Bibbiani di giorno, di notte faceva sempre ritorno a Capraia.

### Festeggiamenti

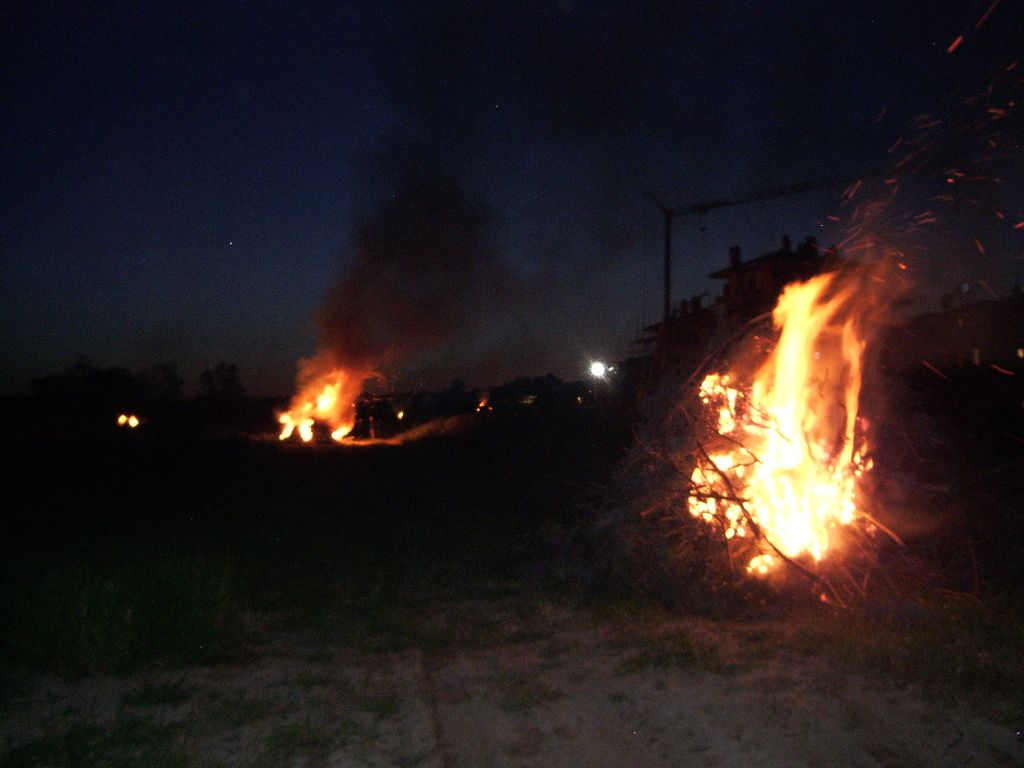
I fuochi o fochi di Santa Grania

Per quanto riguarda la festa, originariamente veniva celebrata il 1º maggio, ma venendo poi a coincidere con la Festa del Lavoro, si ritenne più opportuno spostarla al giorno successivo, 2 maggio.
Va ricordato che era molto sentita e che tutti in quel giorno si astenevano dal lavoro per partecipare alla solenne celebrazione eucaristica; sicuramente a questo giorno veniva dato un'importanza pari a quello delle grandi feste.

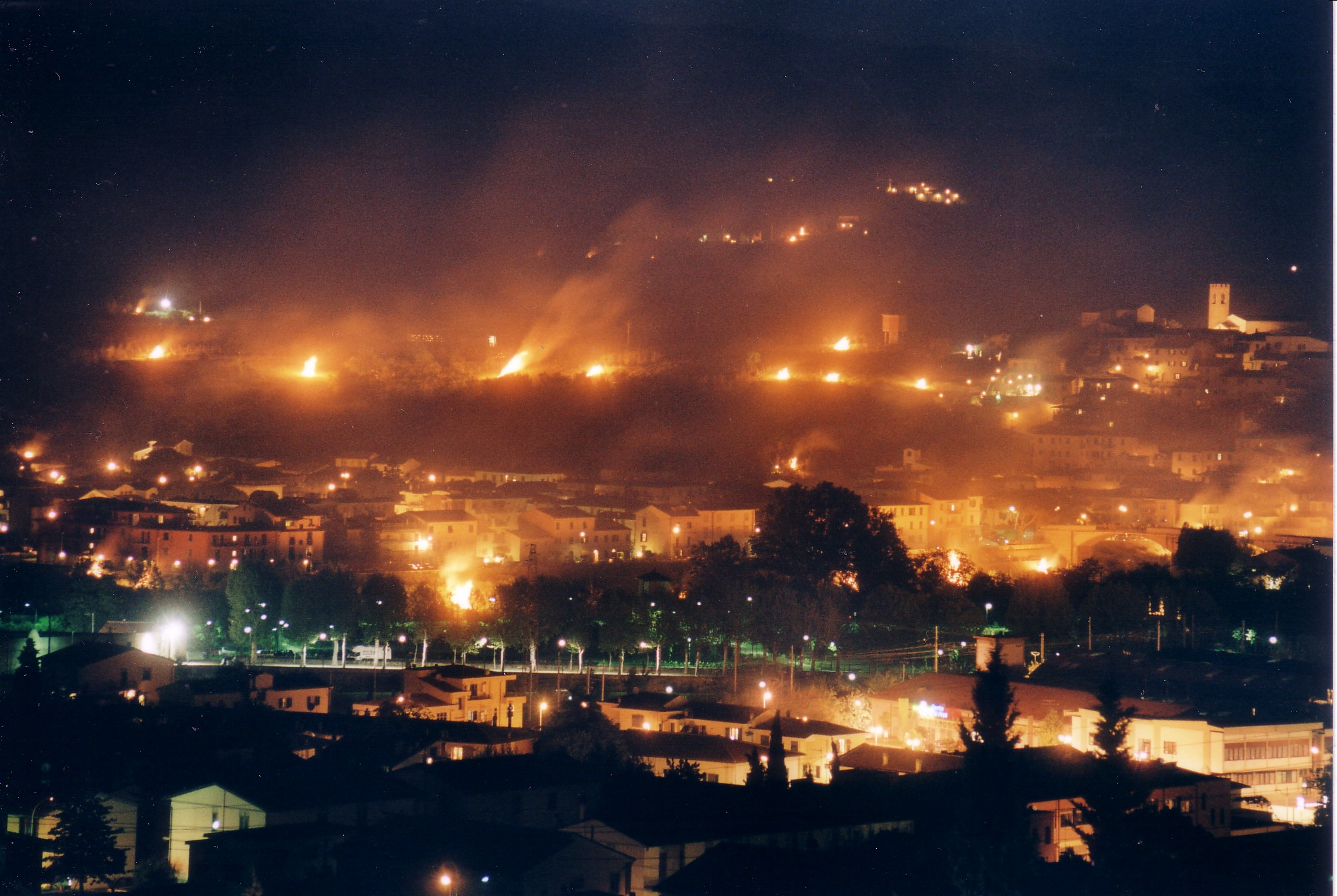
Panorama di Capraia con fuochi

Da testimonianze raccolte si narra che il giorno della festa si saliva in processione dal borgo in castello, seguendo un bambino vestito da angelo che cavalcava un asino.
Per quanto riguarda i "fochi", che ancora oggi si accendono la sera della vigilia, non si sa dare un significato particolare, si pensa che essi siano stati un modo di far festa. In passato quella dei "fochi" era una usanza molto diffusa in paese, tanto che c'era chi vendeva fascine di legno appositamente preparate. Per qualcuno tale usanza è nata quando il corpo della Santa scomparve ed i capraini muniti di torce e fiaccole, per alcune notti, andarono a cercarla.